# Бабин Ліс
Бабин Ліс (біл. вёска Бабий Лес) — село в складі Смолевицького району Мінської області, Білорусь. Село підпорядковане Жодинській сільській раді, розташоване в центральній частині області.